# دوراغان
دوراغان (به ترکی استانبولی: Durağan) شهری است در کشور ترکیه که در استان سینوپ واقع شده‌است. جمعیت این شهر بر اساس سرشماری سال ۲۰۰۸ میلادی ۷٬۳۳۲ نفر و بر اساس برآوردهای سال ۲۰۰۹ میلادی ۷٬۳۷۴ نفر می‌باشد.